# 基蘇菲姆
基蘇菲姆（直译：「嚮往」）是以色列內蓋夫沙漠西北部的一座基布茲。其毗鄰加沙地帶，海拔92米，隸屬於艾希科爾地區議會管轄。2021年，人口為292人。

## 歷史
基蘇菲姆由來自美國和南美洲的青年錫安主義運動成員於1951年建立。基布茲的創始人之一是阿米·索爾（阿米·沙烏爾），其於1932年出生於美國紐約曼哈頓，是以色列·加利利的侄子，也是電影製片人德羅·沙烏爾的父親。基蘇菲姆是以色列沙洛姆地區的定居點一部分，旨在保衛以色列與加沙走廊的南部邊界，免受巴勒斯坦武裝部隊的入侵。政府資助每戶人家建造鋼筋混凝土安全室，以為防空洞。
1999年，在基蘇菲姆出生和長大的德羅·沙烏爾拍攝一部根據基布茲生活改編的諷刺喜劇《奶奶行動》。
2023年10月7日阿克薩洪水行動中，來自加沙走廊的哈馬斯武裝分子入侵基蘇菲姆屠殺居民。這次屠殺造成至少8名基布茲居民和6名泰國勞工喪生，至少4人被綁架並被帶到加沙。

## 經濟
基布茲經濟依賴酪農業、家禽養殖、柑橘園和牛油果園，這些都是基布茲的主要收入來源之一。基蘇菲姆擁有一家生產眼鏡塑膠框的工廠。基蘇菲姆乳牛場擁有380頭乳牛，平均產乳量為12800公升。

## 遺跡
特爾伽馬是該地區的主要考古遺跡，位於加沙乾河南岸，基蘇菲姆東北偏東約5公里處。1977年6月，一名拖拉機司機在準備開發新田時發現馬賽克，據信其是6世紀中葉拜占庭教堂地板的一部分。據考古學家稱，其是按根據公元313年君士坦丁大帝統治時期的早期基督教大教堂之規劃而建造。
基蘇菲姆基布茲設有考古博物館，展示該地區發現的文物。

## 基蘇菲姆口岸
由以色列進入加沙走廊，通往以色列定居點古什卡蒂夫主要交通路線的口岸以基蘇菲姆命名。作為以色列撤離加沙計畫的一部分，該口岸於2005年8月15日永久禁止以色列民用交通入境。2005年9月12日黎明，最後一名以色列士兵離開加沙走廊並關閉基蘇菲姆口岸的大門，象徵以色列完成撤離加沙走廊。

## 外部鏈結
- Official website （页面存档备份，存于） （希伯來語）
- Kissufim Negev Information Centre
- 15-minute movie on Kissufim in the 1950s （页面存档备份，存于） Steven Spielberg Jewish Film Archive
- Kissufim （页面存档备份，存于） Bo HaBayta article

### 考古連結
- Cohen, Rudolph. . Biblical Archaeology Review. 1980-01  [2019-10-04].
- Cohen, Rudolph. . Tsafrir, Yoram  (编). . Jerusalem: Israel Exploration Society. 1993-06-01: 277–282. ISBN 9789652210166.
- Ronen, Avraham; Gilead, D.; Shachnai, E.; Saull, Ami. . Proceedings of the American Philosophical Society. 1972-02-15, 116 (1): 68–96. JSTOR 985707. Regarding Lower Paleolithic